# Orbona
Orbona és, en la mitologia romana, una deessa de la fertilitat, que tenia un altar a Roma prop del temple dels Lars, a la via Sacra.
Era invocada per les parelles que havien perdut un fill i desitjaven tenir-ne d'altres i també quan els nens agafaven alguna malaltia perillosa. En parlen Ciceró i Plini el Vell. Se la considerava també la deessa protectora contra l'orfenesa.